# Grand Prix Monaka 2023
Grand Prix Monaka 2023 (oficiálně Grand Prix de Monaco Formule 1 2023) se jela na okruhu Circuit de Monaco v Monte Carlu v Monaku dne 28. května 2023. Závod byl šestým v pořadí v sezóně 2023 šampionátu Formule 1.

## Kvalifikace
Kvalifikace se uskutečnila 27. května 2023 v 16:00 místního času (UTC+2).
| Poř.                        | Č. | Jezdec           | Konstruktér                  | Časy v kvalifikaci | Časy v kvalifikaci | Časy v kvalifikaci | Pořadí na startu |
| Poř.                        | Č. | Jezdec           | Konstruktér                  | Q1                 | Q2                 | Q3                 | Pořadí na startu |
| --------------------------- | -- | ---------------- | ---------------------------- | ------------------ | ------------------ | ------------------ | ---------------- |
| 1                           | 1  | Max Verstappen   | Red Bull Racing-Honda RBPT   | 1:12.386           | 1:11.908           | 1:11.365           | 1                |
| 2                           | 14 | Fernando Alonso  | Aston Martin Aramco-Mercedes | 1:12.886           | 1:12.107           | 1:11.449           | 2                |
| 3                           | 16 | Charles Leclerc  | Ferrari                      | 1:12.912           | 1:12.103           | 1:11.471           | 6                |
| 4                           | 31 | Esteban Ocon     | Alpine-Renault               | 1:12.967           | 1:12.248           | 1:11.553           | 3                |
| 5                           | 55 | Carlos Sainz Jr. | Ferrari                      | 1:12.717           | 1:12.210           | 1:11.630           | 4                |
| 6                           | 44 | Lewis Hamilton   | Mercedes                     | 1:12.872           | 1:12.156           | 1:11.725           | 5                |
| 7                           | 10 | Pierre Gasly     | Alpine-Renault               | 1:13.033           | 1:12.169           | 1:11.933           | 7                |
| 8                           | 63 | George Russell   | Mercedes                     | 1:12.769           | 1:12.151           | 1:11.964           | 8                |
| 9                           | 22 | Júki Cunoda      | AlphaTauri-Honda RBPT        | 1:12.642           | 1:12.249           | 1:12.082           | 9                |
| 10                          | 4  | Lando Norris     | McLaren-Mercedes             | 1:12.877           | 1:12.377           | 1:12.254           | 10               |
| 11                          | 81 | Oscar Piastri    | McLaren-Mercedes             | 1:13.006           | 1:12.395           |                    | 11               |
| 12                          | 21 | Nyck de Vries    | AlphaTauri-Honda RBPT        | 1:13.054           | 1:12.428           |                    | 12               |
| 13                          | 23 | Alexander Albon  | Williams-Mercedes            | 1:12.706           | 1:12.527           |                    | 13               |
| 14                          | 18 | Lance Stroll     | Aston Martin Aramco-Mercedes | 1:12.722           | 1:12.623           |                    | 14               |
| 15                          | 77 | Valtteri Bottas  | Alfa Romeo-Ferrari           | 1:13.038           | 1:12.625           |                    | 15               |
| 16                          | 2  | Logan Sargeant   | Williams-Mercedes            | 1:13.113           |                    |                    | 16               |
| 17                          | 20 | Kevin Magnussen  | Haas-Ferrari                 | 1:13.270           |                    |                    | 17               |
| 18                          | 27 | Nico Hülkenberg  | Haas-Ferrari                 | 1:13.279           |                    |                    | 18               |
| 19                          | 24 | Čou Kuan-jü      | Alfa Romeo-Ferrari           | 1:13.523           |                    |                    | 19               |
| 20                          | 11 | Sergio Pérez     | Red Bull Racing-Honda RBPT   | 1:13.850           |                    |                    | 20               |
| 107 % času vítěze: 1:17.453 |    |                  |                              |                    |                    |                    |                  |
| Zdroj:                      |    |                  |                              |                    |                    |                    |                  |

Poznámky
1. ↑  Charles Leclerc obdržel penalizaci 3 míst na startu za zdržení Landa Norrise ve třetí části kvalifikace.

## Závod
Závod se uskutečnil 28. května 2023 v 15:00 místního času (UTC+2).
| Poř.                                                               | No. | Jezdec           | Konstruktér                  | Počet kol | Čas/Odstoupení | Start | Body |
| ------------------------------------------------------------------ | --- | ---------------- | ---------------------------- | --------- | -------------- | ----- | ---- |
| 1                                                                  | 1   | Max Verstappen   | Red Bull Racing-Honda RBPT   | 78        | 1:48:51.980    | 1     | 25   |
| 2                                                                  | 14  | Fernando Alonso  | Aston Martin Aramco-Mercedes | 78        | +27.921        | 2     | 18   |
| 3                                                                  | 31  | Esteban Ocon     | Alpine-Renault               | 78        | +36.990        | 3     | 15   |
| 4                                                                  | 44  | Lewis Hamilton   | Mercedes                     | 78        | +39.062        | 5     | 13   |
| 5                                                                  | 63  | George Russell   | Mercedes                     | 78        | +56.284        | 8     | 10   |
| 6                                                                  | 16  | Charles Leclerc  | Ferrari                      | 78        | +1:01.890      | 6     | 8    |
| 7                                                                  | 10  | Pierre Gasly     | Alpine-Renault               | 78        | +1:02.362      | 7     | 6    |
| 8                                                                  | 55  | Carlos Sainz Jr. | Ferrari                      | 78        | +1:03.391      | 4     | 4    |
| 9                                                                  | 4   | Lando Norris     | McLaren-Mercedes             | 77        | +1 kolo        | 10    | 2    |
| 10                                                                 | 81  | Oscar Piastri    | McLaren-Mercedes             | 77        | +1 kolo        | 11    | 1    |
| 11                                                                 | 77  | Valtteri Bottas  | Alfa Romeo-Ferrari           | 77        | +1 kolo        | 15    |      |
| 12                                                                 | 21  | Nyck de Vries    | AlphaTauri-Honda RBPT        | 77        | +1 kolo        | 12    |      |
| 13                                                                 | 24  | Čou Kuan-jü      | Alfa Romeo-Ferrari           | 77        | +1 kolo        | 19    |      |
| 14                                                                 | 23  | Alexander Albon  | Williams-Mercedes            | 77        | +1 kolo        | 13    |      |
| 15                                                                 | 22  | Júki Cunoda      | AlphaTauri-Honda RBPT        | 76        | +2 kola        | 9     |      |
| 16                                                                 | 11  | Sergio Pérez     | Red Bull Racing-Honda RBPT   | 76        | +2 kola        | 20    |      |
| 17                                                                 | 27  | Nico Hülkenberg  | Haas-Ferrari                 | 76        | +2 kola        | 18    |      |
| 18                                                                 | 2   | Logan Sargeant   | Williams-Mercedes            | 76        | +2 kola        | 16    |      |
| 19                                                                 | 20  | Kevin Magnussen  | Haas-Ferrari                 | 70        | Nehoda         | 17    |      |
| Ret                                                                | 18  | Lance Stroll     | Aston Martin Aramco-Mercedes | 53        | Nehoda         | 14    |      |
| Nejrychlejší kolo: Lewis Hamilton (Mercedes) – 1:15.650 (33. kolo) |     |                  |                              |           |                |       |      |
| Zdroj:                                                             |     |                  |                              |           |                |       |      |

Poznámky
1. ↑  Včetně bodu za nejrychlejší kolo.
2. ↑  George Russell obdržel penalizaci 5 sekund za nebezpečný návrat na trať. Jeho pozice tím nebyla ovlivněna.
3. ↑  Nico Hülkenberg skončil 16., ale obdržel penalizaci 10 sekund za nesprávně absolvovanou penalizaci během zastávky v boxech.
4. ↑  Logan Sargeant obdržel penalizaci 5 sekund za překročení povolené rychlosti v boxech. Jeho pozice tím nebyla ovlivněna.
5. ↑  Kevin Magnussen byl klasifikován, jelikož odjel více než 90 % délky závodu.

## Průběžné pořadí po závodě
|        | Pořadí | Jezdec          | Body |
| ------ | ------ | --------------- | ---- |
|        | 1      | Max Verstappen  | 144  |
|        | 2      | Sergio Pérez    | 105  |
|        | 3      | Fernando Alonso | 93   |
|        | 4      | Lewis Hamilton  | 69   |
| 1      | 5      | George Russell  | 50   |
| Zdroj: |        |                 |      |

|        | Pořadí | Konstruktér                  | Body |
| ------ | ------ | ---------------------------- | ---- |
|        | 1      | Red Bull Racing-Honda RBPT   | 249  |
|        | 2      | Aston Martin Aramco-Mercedes | 120  |
|        | 3      | Mercedes                     | 119  |
|        | 4      | Ferrari                      | 90   |
| 1      | 5      | Alpine-Renault               | 35   |
| Zdroj: |        |                              |      |